# Carrie Mae Weems
Carrie Mae Weems (* 1953) ist eine US-amerikanische Medienkünstlerin, die mit Text, Stoffen, digitalen Bildern und Video-Installationen arbeitet. Sie ist bekannt für ihre Werke in der Fotografie und erhielt zahlreiche Auszeichnungen.

## Leben
Weems kam in Portland (Oregon) als eines von sieben Kindern von Carrie Polk und Myrlie Weems zur Welt. Im Alter von 16 Jahren wurde sie Mutter einer Tochter, Faith C. Weems, und zog nach San Francisco, um Modern Dance bei Anna Halprin zu studieren. Sie erlangte ihren Bachelor-Abschluss am California Institute of the Arts, und ihren Master an der University of California, San Diego. Weems lebt in Brooklyn, New York City, mit ihrem Ehemann Jeffrey Hoone.

## Werk
Weems erste Sammlung von Fotografien, Texten und Spoken Word erschien 1983 unter dem Titel Family Pictures and Stories. Dieses und viele ihrer darauffolgende Werke thematisieren Rassismus und schwarze Identität in Amerika. In einer ihrer bekanntesten Sammlungen, The Kitchen Table, geht es um Sexismus.
Die erste umfassende Retrospektive ihres Werks wurde im September 2012 im First Art Museum in Nashville, Tennessee unter dem Titel Carrie Mae Weems: Three Decades of Photography and Video (kuratiert von Katie Delmez) gezeigt. Danach wanderte die Ausstellung in das Portland Art Museum, in das Cleveland Museum of Art, in das Cantor Center for Visual Arts sowie in das Solomon R. Guggenheim Museum in New York City. Es war die erste Einzelausstellung einer afroamerikanischen Frau im Guggenheim.
Das Buch Carrie Mae Weems, herausgegeben von der Yale University Press im Oktober 2012, bietet einen Überblick des Werks der Künstlerin. Es enthät 200 ihrer Arbeiten sowie eine Sammlung von theoretischen Aufsätzen.
Für die Saison 2020/2021 in der Wiener Staatsoper gestaltete Weems als 23. Kunstwerk für die von museum in progress konzipierte Ausstellungsreihe „Eiserner Vorhang“ das riesige Großbild (176 m²) „Queen B (Mary J. Blige)“.
Der Württembergische Kunstverein Stuttgart widmet ihr eine umfassende Einzelausstellung ab April 2022 unter dem Titel The Evidence of Things Not Seen.

## Ausstellungen (Auswahl)
- Women in Photography, Cityscape Photo Gallery, Pasadena, 1981
- Multi-Cultural Focus, Barnsdall Art gallery, Los Angeles, 1981
- Family Pictures and Stories, Multi-Cultural Gallery, San Diego, 1984
- People Close Up, Fisher Gallery, University of Southern California, Los Angeles, 1986
- Social Concerns, Maryland Institute of Art, Baltimore, 1986
- Past, Present, Future, New Museum of Contemporary Art, New York, 1986
- Visible Differences, Centro Cultural de la Raza, San Diego, 1987
- The Other, The Houston Center for Photography, Houston, 1988
- A Century of Protest, Williams College, Williamstown, 1989
- Black Women Photographers, Ten-8, London, 1990
- Who Counts?, Randolph Street Gallery, Chicago, 1990
- Biological Factors, Nexus Gallery, Atlanta, 1990
- Trouble in Paradise, MIT List Visual Arts Center, Boston, 1990
- Whitney Biennial, The Whitney Museum of American Art, New York, 1991
- Of Light and Language, Pittsburgh Center for the Arts, Pittsburg, 1991
- Pleasures and terrors of Domestic Comfort, MOMA, New York, 1991
- Calling Out My Name, CEPA Gallery, Buffalo, 1991
- Disclosing the Myth of Family, School of the Art Institute of Chicago, Chicago, 1992
- Schwarze Kunst: Konzepte zur Politik und Identität, Neue Gesellschaft für bildende Kunst, Berlin, 1992
- Dirt and Domesticity: Constructions of the Feminine, Whitney Museum of American Art at equitable Center, New York, 1992
- Art, Politics, and Community, William Benton Museum of Art, University of Connecticut, Mansfield, 1992
- Mis/Taken identities, University Art Museum, University of California, Santa Barbara, CA (gereist nach: Museum Folkwang, Essen; Forum Stadtpark, Graz; Neues Museum Weserburg Bremen im Forum Langenstraße; Louisiana Museum of Modern Art, Humlebaek; Western Gallery, Western Washington University, Bellingham), 1992–1994
- Photography: Expanding the Collection, Whitney Museum of American Art, New York, 1992–1994
- Sea Island, The Fabric Workshop, Philadelphia, 1993
- Carrie Mae Weems (traveling exhibition), The National Museum of Women in the Arts, Washington, 1993
- And 22 Million Very Tired and very Angry People, Walter/McBean gallery, San Francisco Art Institute San Francisco, 1993
- Enlightenment, Revolution, A Gallery Project, Ferndale, 1993
- Fictions of the Self: The Portrait in Contemporary Photography, Weatherspoon Art Gallery, University of North Carolina, Greensboro; Herter Art Gallery, University of Massachusetts, Amherst, 1993–1994
- The Theatre of Refusal: Black Art and the Mainstream Criticism, Fine Arts Gallery, University of California, Irvine, (gereist nach: University of California, Davis, CA; and University of California, Riverside), 1993–1994
- Women's Representation of Women, Sapporo American Center Gallery, Sapporo (gereist nach: Aka Renga Cultural Center, Fukuoka City; Kyoto International Community House, Kyoto; Aichi Prefectural Arts Center, Nagoya; Osaka Prefectural Contemporary Arts Center; Spiral Arts Center, Tokyo), 1994
- Imagining Families: Images and Voices, The Smithsonian Institution, Washington, 1994–1995
- Black Male, Representations of Masculinity in Contemporary American Art, The Whitney Museum of American Art, New York, und The Armand Hammer Museum of Art, Santa Monica, 1994–1995
- Carrie Mae Weems Reacts to Hidden Witness, J. Paul Getty Museum of Art, Malibu, 1995
- Projects 52, Museum of Modern Art, New York, 1995
- StoryLand: Narrative Vision and Social Space, Walter Phillips gallery, The Banff Center for the Arts, Banff, 1995
- Inside the Visible, Institute of Contemporary Art, Boston; The National Museum of Women in the Arts, Washington, 1996
- Gender - Beyond Memory, Tokyo Metropolitan Museum of Photography, Tokyo, 1996
- 2nd Johannesburg Biennale, Africus Institute for Contemporary Art, Johannesburg, 1997
- Bearing Witness: Contemporary Works by African-American Artists, 1998
- Taboo: Repression and Revolt in Modern Art, Gallery St. Etienne, New York, 1998
- Tell me a Story: Narration in Contemporary Painting and Photography, Center National d’Art Contemporain de Grenoble, Grenoble, 1998
- Recent Work: Carrie Mae Weems 1992–98, Everson Art Museum, Syracuse, 1998–1999
- Who, What, When, and Where, Whitney Museum of American Art at Phillip Morris, New York, 1998–1999
- Ritual & Revolution, DAK'ART 98: Biennale of Contemporary Art, Galerie National d’Art, Dakar, 1998–1999
- It's Only Rock and Roll, 1999
- Claustrophobia: Disturbing the Domestic in Contemporary Art, 1999
- Histories (Re)membered, Bronx Museum of the Arts, New York, 1999
- Carrie Mae Weems: The Hampton Project, Williams College Museum of Art, Williamstown, 2000–2003
- Looking Forward, Looking Back, Ezra and Cecile Zilkha Gallery, Wesleyan University, Middletown, 2000
- Material and Matter: Loans to and Selections from the Studio Museum Collection, The Studio Museum in Harlem, 2000
- The View From Here: Issues of Cultural Identity and Perspective in Contemporary Russian and American Art, Tretyakov Gallery, Moskau, 2000
- Strength and Diversity: A Celebration of African-American Artists, Carpenter Center for the Visual Arts, Harvard University, Cambridge, 2000
- Reflections in Black: A History of Black Photographers 1840 to the Present, Smithsonian Anacostia Museum and Center for African American History and culture, Washington, 2000
- History Now, touring exhibition beginning at the Liljevalchs Konsthall and Riksutstallningar, Stockholm, 2002
- Pictures, Patents, Monkeys, and More... On Collecting, traveling exhibition curated by Independent curators International, Institute of Contemporary Art, Philadelphia, 2002
- The Louisiana Project, Newcomb Art Museum|Newcomb Art Gallery, Tulane University, New Orleans, 2003
- Cuba on the Verge, International Center of Photography, New York, 2003
- Crimes and Misdemeanors: Politics in U.S. Art of the 1980s, Lois & Richard Rosenthal Center for Contemporary Art, Cincinnati,  2003
- Double Consciousness: Black Conceptual Art Since 1970, Contemporary Arts Museum, Houston, 2004
- Beyond Compare: Women Photographers on Beauty, BCE, Toronto, 2004
- African American Art - Photographs from the Collection, Saint Louis Art Museum, Saint Louis, 2005
- Figuratively Speaking, Miami Art Museum, Miami, 2005
- The Whole World is Rotten, Jack Shainman gallery, New York, 2005
- Common Ground: Discovering Community in 150 Years of Art, Corcoran Gallery of Art, Washington, 2005
- Out of Time: A Contemporary View, Museum of Modern Art, New York, 2006
- Black Alphabet: Contexts of Contemporary African-American Art, Zachęta national gallery of Art, Warschau, 2006
- Hidden in Plain Sight, Metropolitan Museum of Art, New York, 2007
- Embracing Eatonville, University of Michigan Museum of Art, Ann Arbor, 2007
- The 21st century, The Feminine Century, and the century of Diversity and Hope, 2009 International Incheon Women Artists' Biennale, Incheon, 2009–2010
- Colour Chart: Reinventing Color, 1950 to Today, Tate Liverpool, 2009–2010
- Afro Modern: Journeys through the Black Atlantic, Tate Liverpool, 2009–2010
- From Then to Now: Masterworks of Contemporary African American Art, Museum of Contemporary Art, Museum of Contemporary Art, Cleveland, 2009–2010
- Carrie Mae Weems: Estudios Sociales, Centro Andaluz de Arte Contemporáneo, Sevilla, 2010
- Pictures by Women: A History of Modern Photography, Museum of Modern Art, New York, 2010
- Slow Fade to Black, Jack Shainman Gallery, New York, 2010
- The Record: Contemporary Art and Vinyl, Nasher Museum, Durham, 2010
- Myth, Manners and Memory: Photographers of the American South, De La Waar Pavillion, East Sussex, 2010
- Off the Wall: Part 1 – Thirty Performative Actions, Museum of Contemporary Art, Cleveland, 2010
- The Deconstructive Impulse: Women Artists Reconfigure the Signs of Power, 1973–1991, Neuberger Museum of Art, Purchase College, Purchase, New York, 2010
- Posing Beauty: African American Images From the 1890s to the Present, Newark Museum, Newark, 2010
- Stargazers: Elizabeth Catlett in Conversation with 21 Contemporary Artists, Bronx Museum of the Arts, Bronx, 2010
- Unsettled: Photography and Politics in Contemporary Art, Philadelphia Museum of Art, Philadelphia, 2010
- Carrie Mae Weems: Three Decades of Photography and Video, Frist Center for the Visual Arts, Nashville, 2012
- This Will Have Been: Art, Love & Politics in the 1980s, Walker Art Center, Minneapolis, 2012
- La Triennale: Intense Proximity, Palais de Tokyo, Paris, 2012
- Havana Biennial, Havanna, 2012
- The Maddening Crowd (video installation), McNay Art Museum, Sa Antonio, 2012
- Carrie Mae Weems: Three Decades of Photography and Video, Portland Art Museum, Portland, OR[11]; Cleveland Museum of Art, Cleveland, OH[12]; Cantor Center for the Visual Arts, Stanford, CA[13], 2013
- Feminist And..., The Mattress Factory, Pittsburg, 2013
- Seven Sisters, Jenkins Johnson Gallery, San Francisco, 2013
- Carrie Mae Weems: Three Decades of Photography and Video, Solomon R. Guggenheim Museum. New York, 2014[14]
- P.3 Prospect New Orleans, The McKenna Museum, New Orleans, 2014
- Color: Real and Imagined, Pippy Houldsworth Gallery, London, 2014
- Carrie Mae Weems: The Museum Series, Studio Museum in Harlem, New York, 2014
- Wide Angle: American Photographs, University of Kentucky, Lexington, 2014
- The Memory of Time, The National Gallery of Art, Washington,  2015
- Triennale di Milano, Mailand, 2015
- Winter in America, The School (Jack Shainman Gallery), 2015
- An Exhibition of African American Photographers from the Daguerreian to the Digital Eras, Marshall Fine Arts Center at Haveford College, Haveford, PA, 2015
- Represent: 200 years of African American Art, Philadelphia Museum of Art, Philadelphia, 2015
- Under Color of Law, The Philip and Muriel Berman Museum of Art and Ursinus College, Collegeville, 2015
- 30 Americans, Detroit Institute of Arts, 2015
- Grace Notes: Reflections for Now, Spoleto Festival, Spoleto, 2016
- The Ethelbert Cooper Gallery of African & African American Art, Cambridge, 2016[15]
- Viewpoints, Henry Art Gallery, University of Washington, Seattle, 2017
- We Wanted a Revolution: Black Radical Women, 1965–85, Brooklyn Museum, Brooklyn, 2017
- Blue Black, Pulitzer Arts Foundation, St. Louis, 2017
- Matera Imagined: Photography and a Southern Italian Town, American Academy in Rome, Rom, 2017
- ...And the People, Maruani Mercer, Knokke, 2017
- Medium, Zuckerman Museum of Art, Kennesaw State University, Kennesaw, 2017
- Carrie Mae Weems: Ritual and Revolution, Block Museum of Art, Northwestern University, Evanston, 2017
- Dimensions of Black, Manetti Shrem Museum of Art, University of California, Davis, Davis, 2017
- Posing Beauty in African American Culture, Mobile Museum of Art, Mobile, 2018
- We Wanted a Revolution: Black Radical Women, 1965–85, California African American Museum, Los Angeles, 2017–2018
- Edward Hopper Citation of Merit in the Visual Arts Recipient Exhibition, Carrie Mae Weems: Beacon, Nyack, 2017–2018
- Making Home: Contemporary Works From the DIA, Detroit Institute of Arts, Detroit, 2018
- We Wanted a Revolution: Black Radical Women, 1965–85, Institute of Contemporary Art, Boston, 2018
- Be Strong and Do Not Betray Your Soul: Selections from the Light Work Collection, Light Work, Syracuse, 2018
- Carrie Mae Weems: Strategies of Engagement, McMullen Museum of Art, Boston College, Boston, 2018
- Family Pictures, Milwaukee Art Museum, Milwaukee, 2018–2019
- Heave, 2018 Cornell University Biennial, Cornell University, Ithaca, 2018
- Eiserner Vorhang - Queen B (Mary J. Blige), museum in progress in der Wiener Staatsoper, 2020/21[16]
- The Evidence of Things Not Seen, Württembergischer Kunstverein Stuttgart, 2. April – 10. Juli 2022
- A Great Turn in The Possible, Fundación MAPFRE und Fundación Foto Colectania Barcelona, 5. Oktober 2022 – 15. Januar 2023
- Reflections for Now, Barbican Centre, 22. Juni – 3. September 2023
- The Evidence of Things Not Seen, Kunstmuseum Basel Gegenwart, 26. Oktober 2023 – 7. April 2024[17]

## Auszeichnungen
- 2005 Distinguished Photographers Award[18]
- 2007 Anonymous Was A Woman Award[19]
- 2013 Congressional Black Caucus Foundation's Lifetime Achievement Award[20]
- 2013 MacArthur Fellow, „Genius“ Award[21]
- 2014 BET Visual Arts Award[22]
- 2014 Lucie Award
- 2014 Mitglied der American Academy of Arts and Sciences[23]
- 2015 ICP Spotlights Award des International Center of Photography.[24]
- 2015 Ford Foundation Art of Change Fellow[25]
- 2015 W.E.B. Du Bois Medal der Harvard University[26]
- 2015 Ehrendoktor der School of Visual Arts
- 2016 National Artist Award, Anderson Ranch Arts Center[27]
- 2016 Roy and Edna Disney Cal Arts Theatre
- 2016 College Arts Association
- 2016 DeFINE ART
- 2016 Art of Change Fellow, Ford Foundation
- 2017 Ehrendoktor der Syracuse University[28]
- 2017 Inga Maren Otto Fellowship, The Watermill Center[29]
- 2020 Wahl zum Mitglied der American Academy of Arts and Letters[30]
- 2022 Bernd-und-Hilla-Becher-Preis 2022[31]
- 2023 Hasselblad Foundation Award[32]

## Publikationen
- Carrie Mae Weems : The Museum of Modern Art (N.Y.)[33], 1995.
- Carrie Mae Weems : Image Maker[34], 1995.
- Carrie Mae Weems : Recent Work, 1992–1998[35], 1998.
- Carrie Mae Weems: In Louisiana Project[36], 2004.
- Carrie Mae Weems: Constructing History[37], 2008.
- Carrie Mae Weems : Social Studies[38], 2010.
- Carrie Mae Weems : Three Decades of Photography and Video[39], 2012.
- Carrie Mae Weems: Kitchen Table Series[40], 2016.
- Carrie Mae Weems: Reflections for Now[41], 2023.